# 숄로 마리두에냐
숄로 마리두에냐(영어: Xolo Maridueña, 2001년 6월 9일 ~ )는 미국의 배우이다. 로스앤젤레스 출신이며 멕시코, 쿠바, 에콰도르 혈통이다. 유튜브 프리미엄 드라마 《코브라 카이》의 '미겔 디아스' 역으로 알려져 있다.

## 텔레비전
- 페어런트 후드
- 메이저 크라임
- 코브라 카이
- 빅터와 발렌티노